# Háj ve Slezsku
Háj ve Slezsku (německy Freiheitsau) je obec ležící v okrese Opava. Žije zde přibližně 3 200 obyvatel a katastrální území obce má rozlohu 1378 ha.
Ve vzdálenosti 7 km severovýchodně leží město Hlučín, 14 km jihovýchodně statutární město Ostrava a 14 km západně statutární město Opava.

## Historie
První písemná zmínka o obci pochází z roku 1366.

## Osobnosti
- Vladislav Vančura (1891–1942), lékař, spisovatel, dramatik, filmový režisér
- Antonín Vašek (1829–1880), pedagog, novinář, národní buditel

## Části obce
- Háj ve Slezsku - tato samotná část, shodná s nepříliš rozsáhlou základní sídelní jednotkou „Háj ve Slezsku“, urbanisticky splývá se zástavbou západní části mnohem většího Chabičova - tzv. Novým Chabičovem, jakož i s východní částí Smolkova - tzv. Novým Smolkovem, neboli základní sídelní jednotkou „Háj ve Slezsku - Smolkov“. Člověk neznající detaily členění obce Háj ve Slezsku se může na první pohled domnívat, že část Háj ve Slezsku odpovídá splývající zástavbě Nového Smolkova, Háje ve Slezsku a Nového Chabičova.
- Chabičov
- Jilešovice
- Lhota
- Smolkov

## Galerie

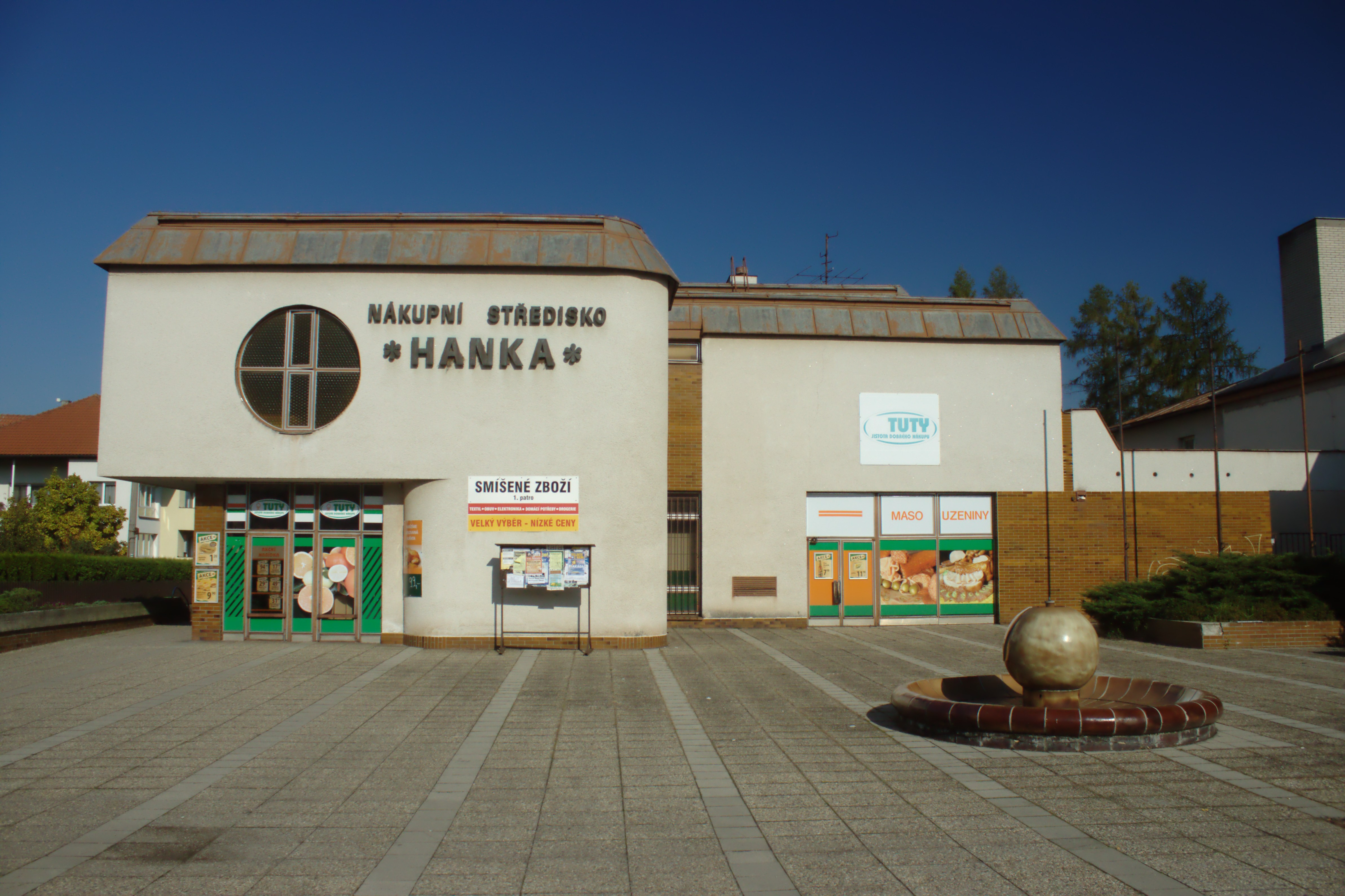
Nákupní středisko Hanka (2016)
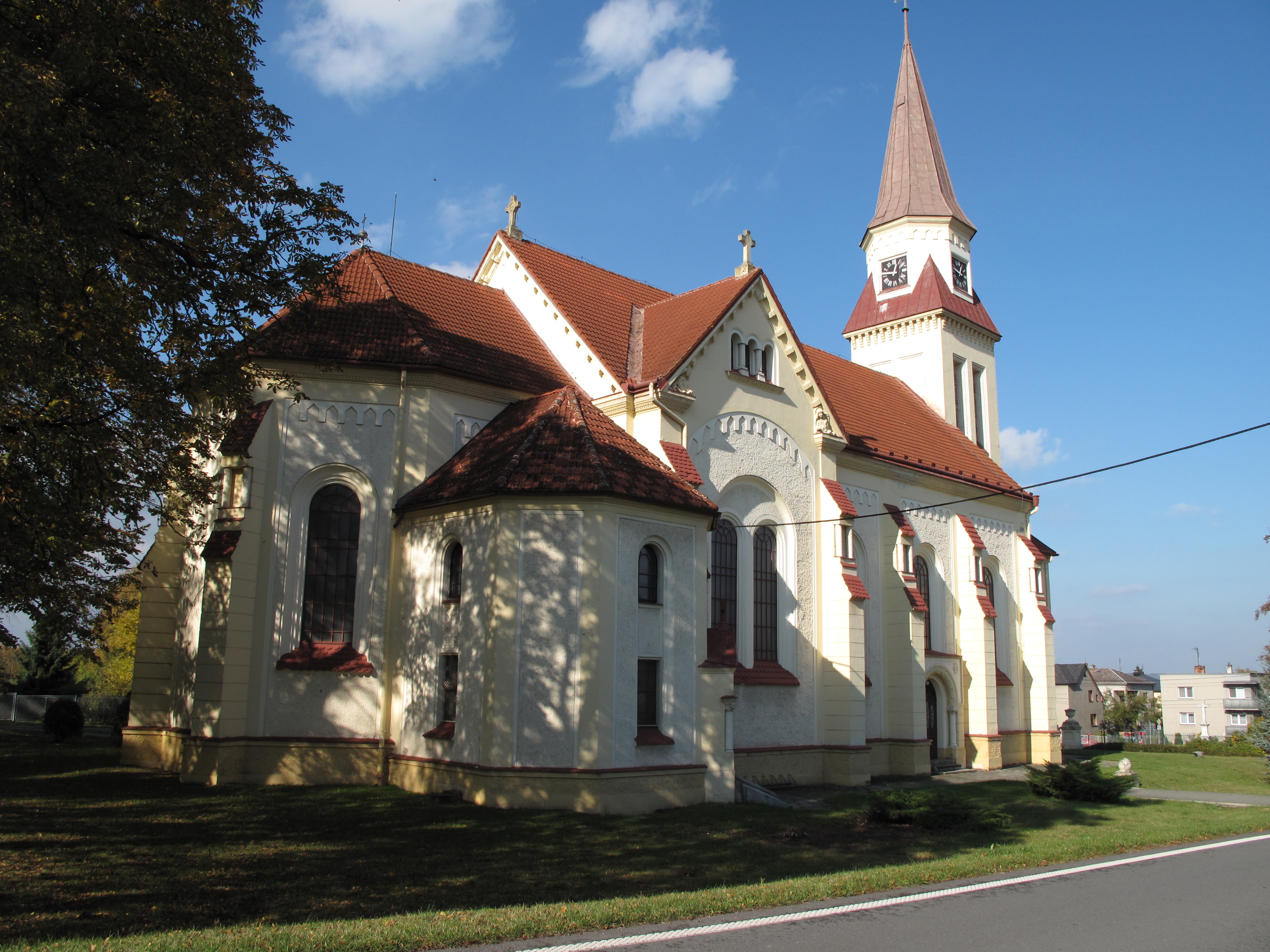
Kostel svatého Valentina
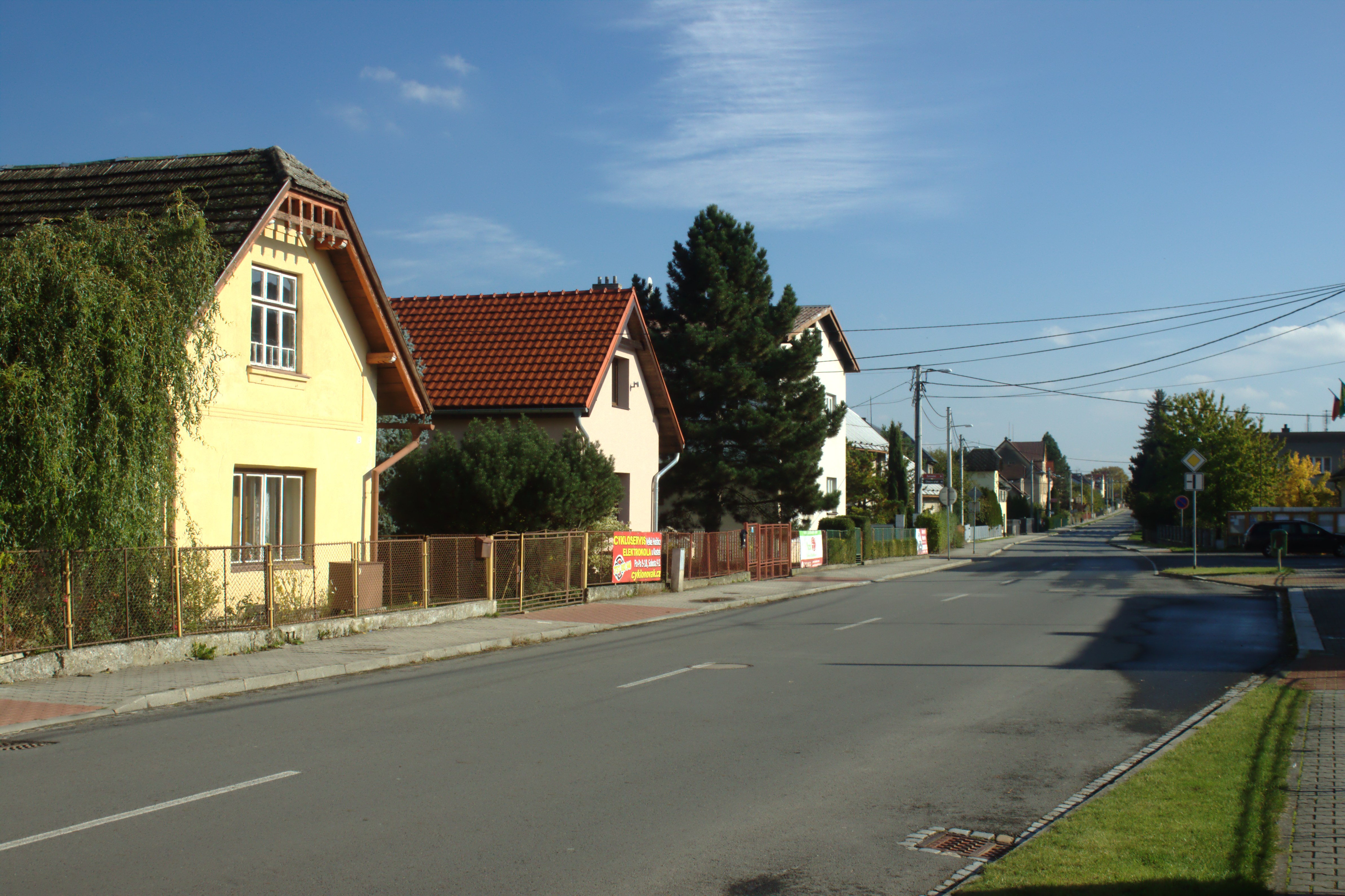
Ulice